# Merluccius tasmanicus
Merluccius tasmanicus är en fiskart som beskrevs av Jesús Matallanas och Lloris 2006. Merluccius tasmanicus ingår i släktet Merluccius och familjen kummelfiskar. Inga underarter finns listade i Catalogue of Life.